# علي تيسير
علي تيسير سياسي يساري يمني، استقال من منصبه كوكيل «وزارة حقوق الإنسان» خلال ثورة الشباب اليمنية.